# جايسون ماكباين
جايسون ماكباين (بالإنجليزية: Jason McBain)‏ هو لاعب هوكي الجليد أمريكي وكندي، ولد في 12 أبريل 1974 في إيليون في الولايات المتحدة.

## وصلات خارجية
- جايسون ماكباين على موقع دوري الهوكي الوطني (الإنجليزية)
- جايسون ماكباين على موقع EliteProspects.com (الإنجليزية)
- جايسون ماكباين على موقع HockeyDB.com (الإنجليزية)
- جايسون ماكباين على موقع Hockey-Reference.com (الإنجليزية)